# Никола Александър Басараб
Никола Александър Басараб (на румънски: Nicolae Alexandru) е втория войвода на Влашко от 1352 до ноември 1364 г., а преди това е съвладетел на баща си Иванко I Басараб.

## Живот
Той е син от брака на Иванко Басараб I с княгиня, чието име не е установено: според някои изследователи тя се нарича Анна, а според други носи името Маргита Добокай.
По време на управлението си е подложен на натиск да признае сюзеренитета (васален статут) на Влахия спрямо Кралство Унгария. В крайна сметка през 1354 г. му е призната титлата от Лайош I Велики срещу правото на Римокатолическата църква да установи мисии в княжеството му, както и срещу привилегията на саксонските търговци от Брашов (сасите) да продават руда във Влашко, без да плащат вносни мита. Самия войвода също приема католицизма, като от този момент освен кръщелното си име Александър носи и новото Никола. През 1355 г. Никола Басараб и унгарският крал постигат окончателно помирение, като влашкият войвода отстъпва на Унгария град Турну Северин.

## Фамилия
Никола Басараб има 3 брака.
Първи брак: с Мария Лакфи, от която има децата:
- Елисавета Басараб, омъжена за полския княз Владислав Ополчик;
- Владислав I;
- Раду I;

Втори брак: с унгарката Клара Добокай (от около 1344 г.), от която има децата:
- Анна Басараб, омъжена за видинския цар Иван Срацимир; майка на
  - цар Константин II Асен
  - Доротея Българска, кралица на Босна;
- Анна Анка Басараб, омъжена за сръбския цар Стефан Урош V, син на цар Стефан Душан и Елена Страцимир.

Трети брак: с Маргит (Маргарита) Дабкай; нямат деца.